# Ernest Erwin Leisy
Ernest Erwin Leisy (* 22. Dezember 1887 in Garden Township; † 8. März 1968 in Dallas) war ein US-amerikanischer Amerikanist.

## Leben
Er besuchte die Moundridge High School (1906 Abschluss) und von 1907 bis 1911 das Bethel College. Er erwarb 1913 den BA in Englisch an der University of Kansas. Anschließend erhielt er ein Stipendium und studierte ein Jahr an der Harvard University. Er kehrte nach Kansas zurück und lehrte von 1914 bis 1919 am Bethel College. Er erwarb 1917 an der University of Chicago den MA. 1919 kündigte er seine Stelle am Bethel und setzte seine Ausbildung fort. Er lehrte an der University of Illinois und promovierte 1923. Nach einem vierjährigen Lehrauftrag an der  Illinois Wesleyan University (1923–1927) wechselte er an die anglistische Fakultät der Southern Methodist University (SMU), wo er bis zu seiner Pensionierung 1957 unterrichtete.

## Schriften (Auswahl)
- The American historical novel. On American themes, before 1860. Urbana 1923, OCLC 3608590.
- American literature an interpretative survey. New York 1929, OCLC 908771688.
- The American historical novel. Norman 1970, OCLC 256656654.
- mit John T. Flanaghan: A history of American literature. Osaka 1962, OCLC 14192732.